# Pseudosynagelides yorkensis
Pseudosynagelides yorkensis is een spinnensoort uit de familie springspinnen (Salticidae). De soort komt voor in Queensland en is de typesoort van het geslacht Pseudosynagelides.